# 포틀랜드 패턴 리포지토리
포틀랜드 패턴 리포지토리(Portland Pattern Repository, 약자 PPR)은 컴퓨터 프로그래밍 소프트웨어 디자인 패턴 저장소이며, 세계 최초의 위키인 위키위키웹과 동반자 웹사이트 관계에 있다. 이 저장소는 익스트림 프로그래밍에 중점을 두고 있으며, 오리건주 포틀랜드의 커닝엄 & 커닝엄(C2)이 주최한다. PPR의 모토는 "사람, 프로젝트, 패턴"이다.

## 역사
1987년 9월 17일 워드 커닝햄은 애플 컴퓨터의 켄트 벡과 함께 "객체 지향 프로그램을 위한 패턴 언어 사용"이라는 논문을 공동 발표했다. 소프트웨어 디자인 패턴에 관한 이 논문은 크리스토퍼 알렉산더의 "패턴"에 대한 건축 개념에서 영감을 받았다. 1987년 컴퓨터 기계 협회가 주최한 OOPSLA 프로그래밍 컨퍼런스를 위해 작성되었다. 워드 커닝햄과 켄트 벡의 아이디어는 프로그래머들이 이해하기 쉬운 형식으로 프로그래밍 아이디어를 교환하는 데 도움을 주었기 때문에 프로그래머들 사이에서 인기를 끌었다. 커닝엄 & 커닝엄은 1991년 11월 1일 오레곤주 세일럼에서 워드와 그의 아내 캐런 R과 수학자, 학교 선생님, 그리고 교장인 커닝햄의 이름을 따서 명명되었다. 커닝엄 & 커닝엄은 1994년 10월 23일에 인터넷 도메인인 c2.com을 등록했다. 워드는 객체 지향 프로그래머들이 자신의 컴퓨터 프로그래밍 패턴을 그에게 제출하여 게시하는 것을 돕기 위해 c2.com에 포틀랜드 패턴 저장소를 만들었다. 이러한 프로그래머들 중 일부는 객체 지향 프로그래밍에 대한 OPSLA와 PLoP 컨퍼런스에 참석하여 PPR에 자신의 아이디어를 게시하였다. PPR은 c2.com에서 위키위키웹이라고 불리는 독자가 수정할 수 있는 웹 페이지 모음인 세계 최초의 위키와 함께 제공된다.

## 같이 보기
- 사용자
- 디자인 패턴
- 소프트웨어 디자인 패턴
- 위키위키웹
- 스트링